# おいこっと
おいこっとは、東日本旅客鉄道（JR東日本）が長野駅 - 十日町駅間を北しなの線・飯山線経由で運行している臨時快速列車であり、この列車に使用される車両の愛称である。

## 概要
JR東日本長野支社が「古民家」をモチーフに導入した観光型車両。のってたのしい列車（観光列車）に分類されるが、このジャンル内では定期列車での運用を持つ数少ない存在である。
愛称の由来は東京のローマ字表記（TOKYO）を逆読みしたもの（OYKOT）で、大都会東京とは対極ともいえる「ふるさと」の風景を乗客にイメージしてほしいとの願いから付けられた。ロゴマークには雪ん子をイメージしたキャラクターが描かれ、「いいかわ、いいそら、いいやません。」とのキャッチコピーが記されている。

## 運行概況
主に土休日や多客期を中心に運転し、長野 - 十日町間を1往復している。
冬季（12月中旬から翌3月中旬）は積雪の理由から運休となっていたが、2019年度までは「冬のおいこっと」として長野 - 戸狩野沢温泉間に2往復運行され、一部の日は「雪のおいこっと」として十日町まで延長運転することもあった。2020年度以降は「雪のおいこっと」を特定日または冬季に運行するのみにとどまっている。

### 停車駅
長野駅 - 替佐駅 - 飯山駅 - 北飯山駅 - 戸狩野沢温泉駅 - 上境駅 - 森宮野原駅 - 津南駅 - 十日町駅
- 「雪のおいこっと」および、かつて運行されていた「冬のおいこっと」も同様。

## 使用車両
| キハ110-235（元313）ライトアイボリー基調  |  | キハ110-236（元314）えんじ基調  |
| キハ110-235（元313） ライトアイボリー基調 |  | キハ110-236（元314） えんじ基調 |

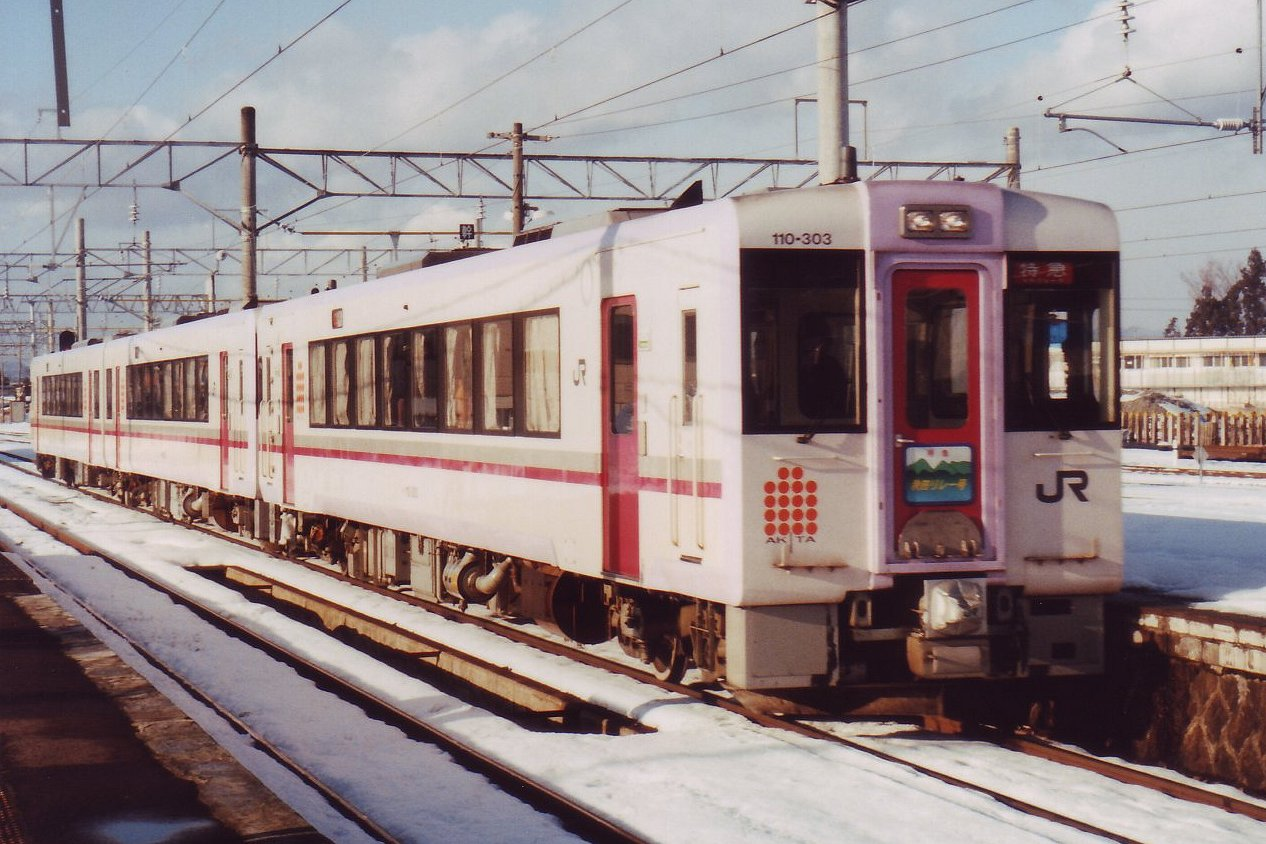
種車と同型のキハ110系300番台「秋田リレー」

車両は、長野総合車両センターに所属する元北上線特急「秋田リレー号」用キハ110系300番台からの200番台編入改造車のうち2両（キハ110-235・236（元313・314））を再改造したものである。この2両は200番台への編入及び長野への移籍に際し、座席の一部（東側）またはすべてがレール方向（東向き）に向けて、飯山線沿線の景色が楽しめるように改造された車両で、「眺望車"ふるさと"」と命名されていた。
外観デザインは、アイボリーとえんじ色を基本に藁葺き屋根の民家の襖や障子などをイメージしたラッピングが施されているが、運転台や出入り台付近がキハ110-235がアイボリー基調、236がえんじ基調と配色が逆になっている。
側面には唱歌「故郷（ふるさと）」の歌詞に登場する「兎」などがアイコン化して描かれており、室内にはアイコンを利用した照明装置も取り付けられ、特急車時代から残置されている蛍光灯カバーにも装飾が施された。室内も、"ふる里"のイメージを具現化したソファタイプのロングシートや、障子をイメージした柄のロールカーテン等に変更されている。各座席には「おいこっと」等での運用時に使用する収納式のテーブルが備わり（普通列車では格納される）、トイレも再改造時に和式から車いす対応の洋式へ変更されている。
「おいこっと」等の運転がない日には一般車と共通運用で普通列車にも使用されるため、つり革・優先席・整理券発行機などのワンマン運転関連機器は残された。この為、再改造に伴う再改番は行われていない。
長野総合車両センターにて1両ずつ検査を実施するため、検査等による運休がなく、その際はもう片方の1両のみで運用される。
|                     | ← 長野飯山 →                       |                                    |
| 号車                | 1                                  | 2                                  |
| 車番                | キハ110-235                        | キハ110-236                        |
| 種車 （編入改造時） | キハ110-313 （元南秋田運転所所属） | キハ110-314 （元南秋田運転所所属） |
| 基調色              | ライトアイボリー                   | えんじ                             |
| 側面アイコン        | 兎・山・小鮒・川                   | 父母・友がき・雨・風               |
| 座席定員            | 各38人                             | 各38人                             |

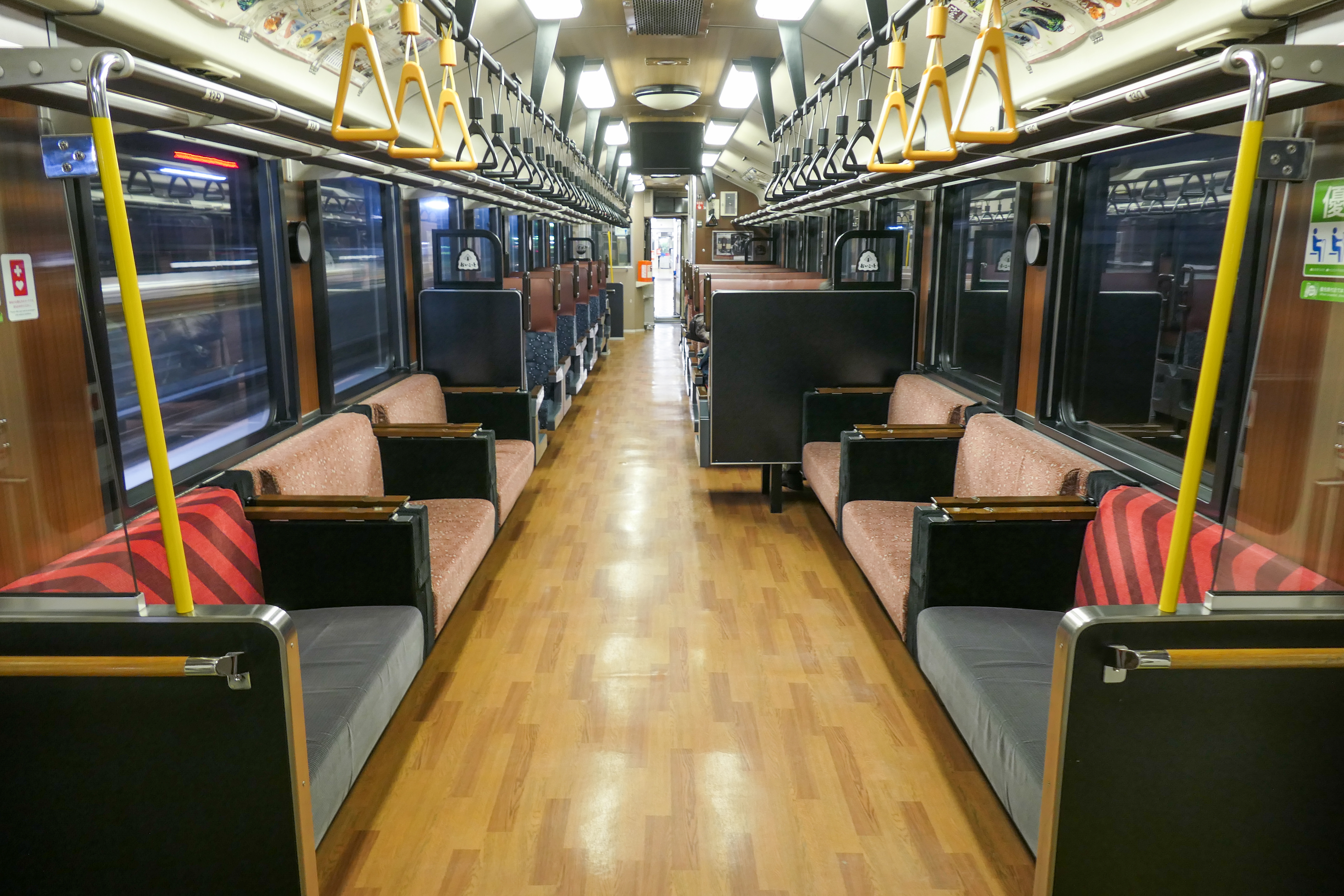
車内
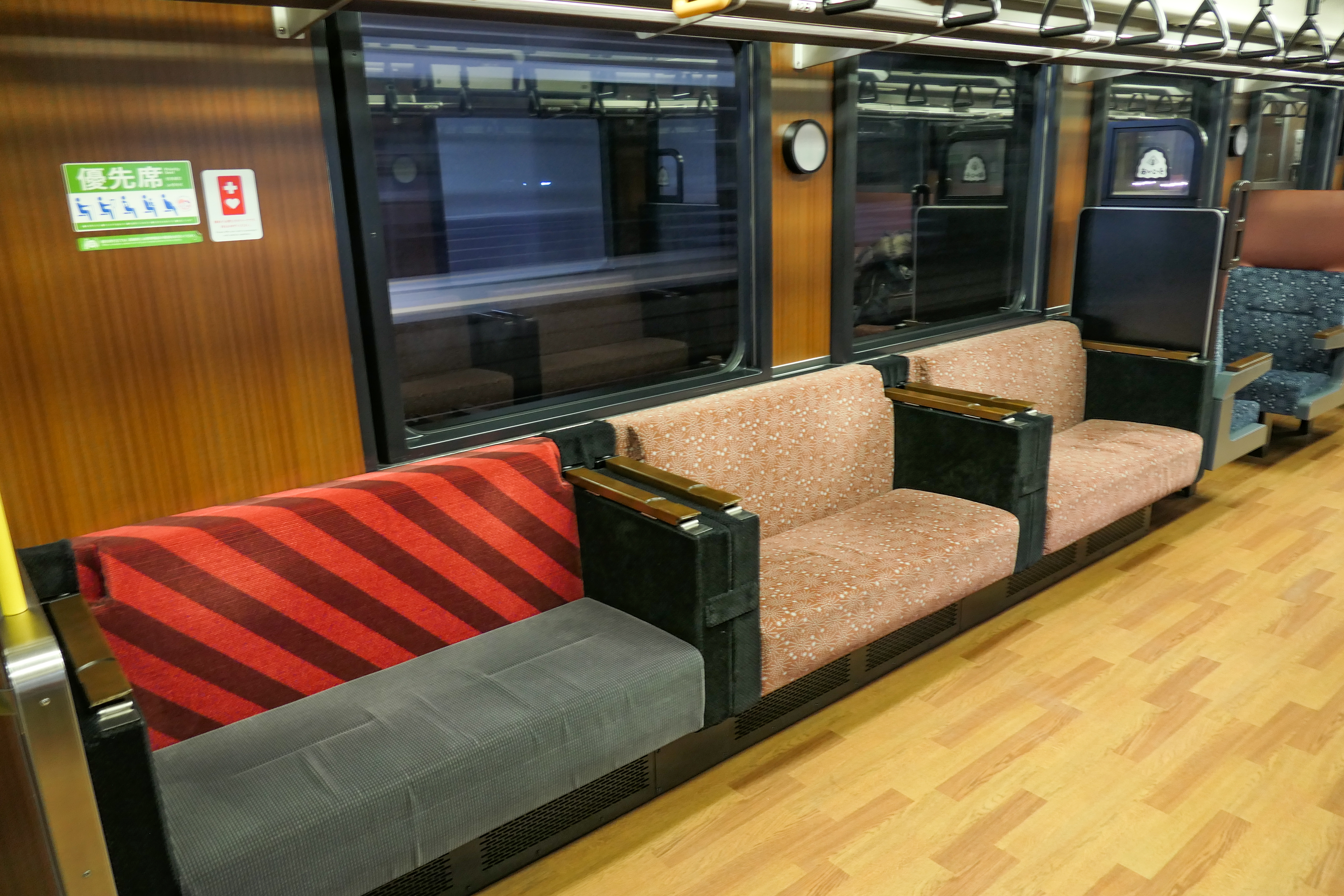
ロングシートと優先席
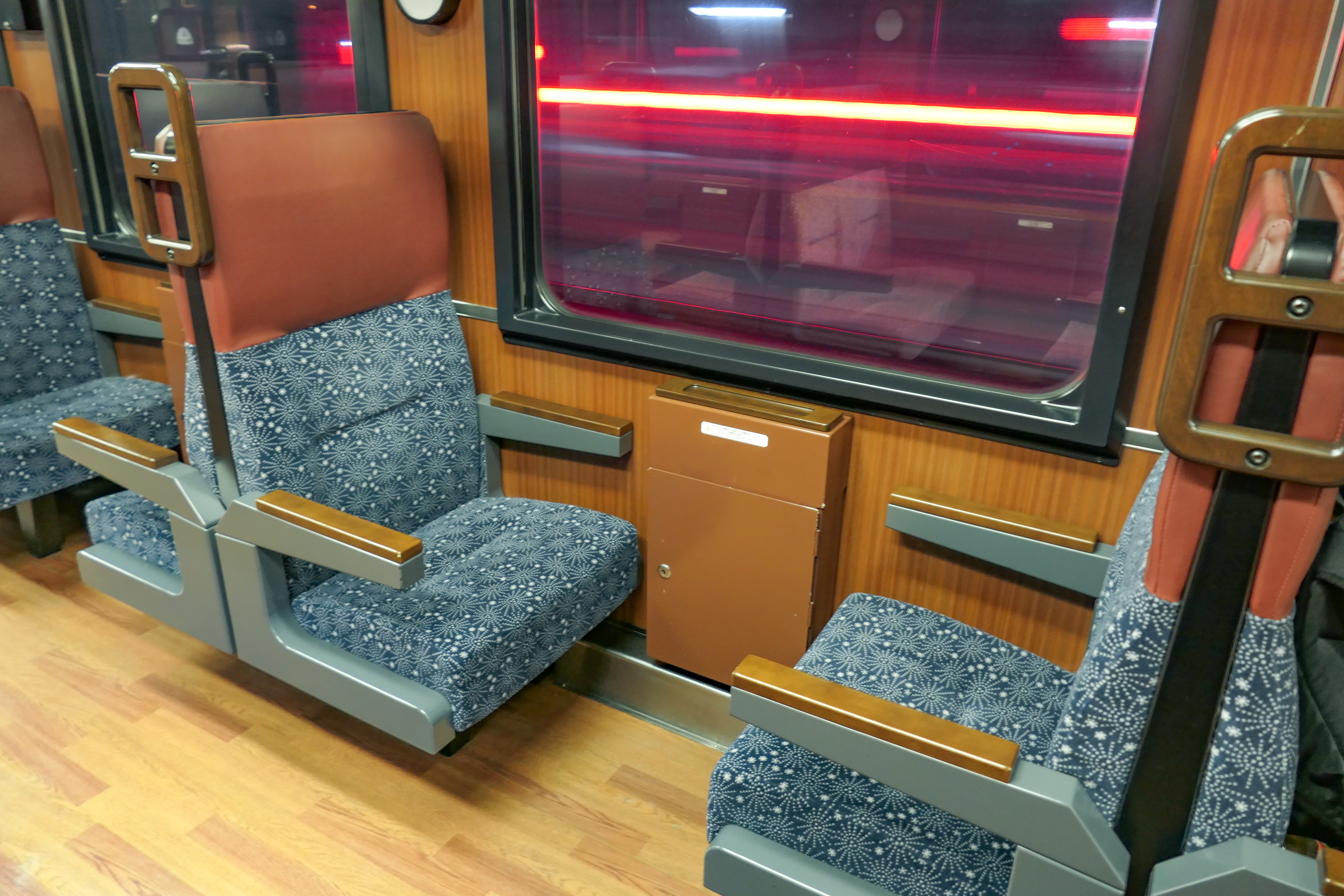
1人掛けクロスシート
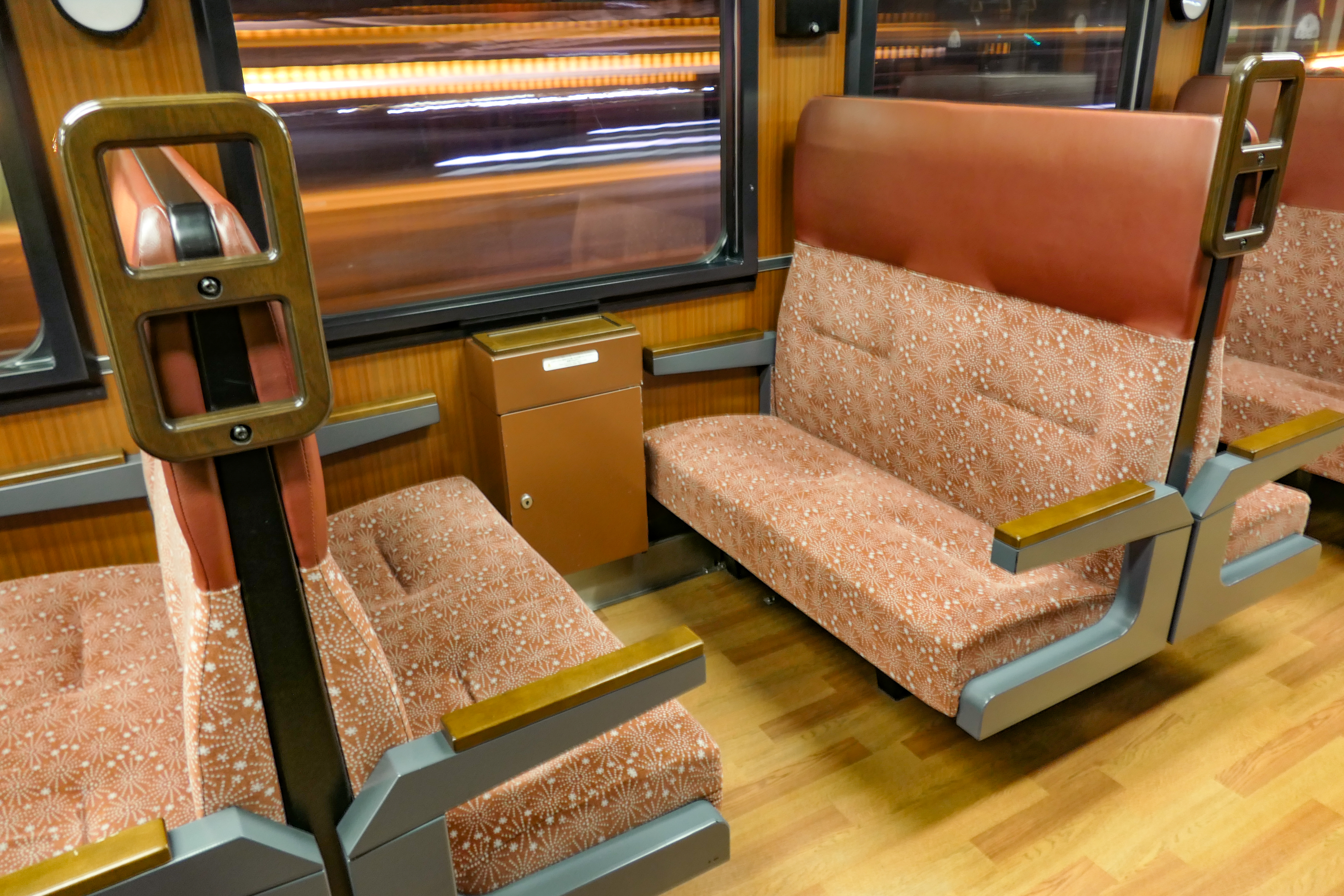
2人掛けクロスシート
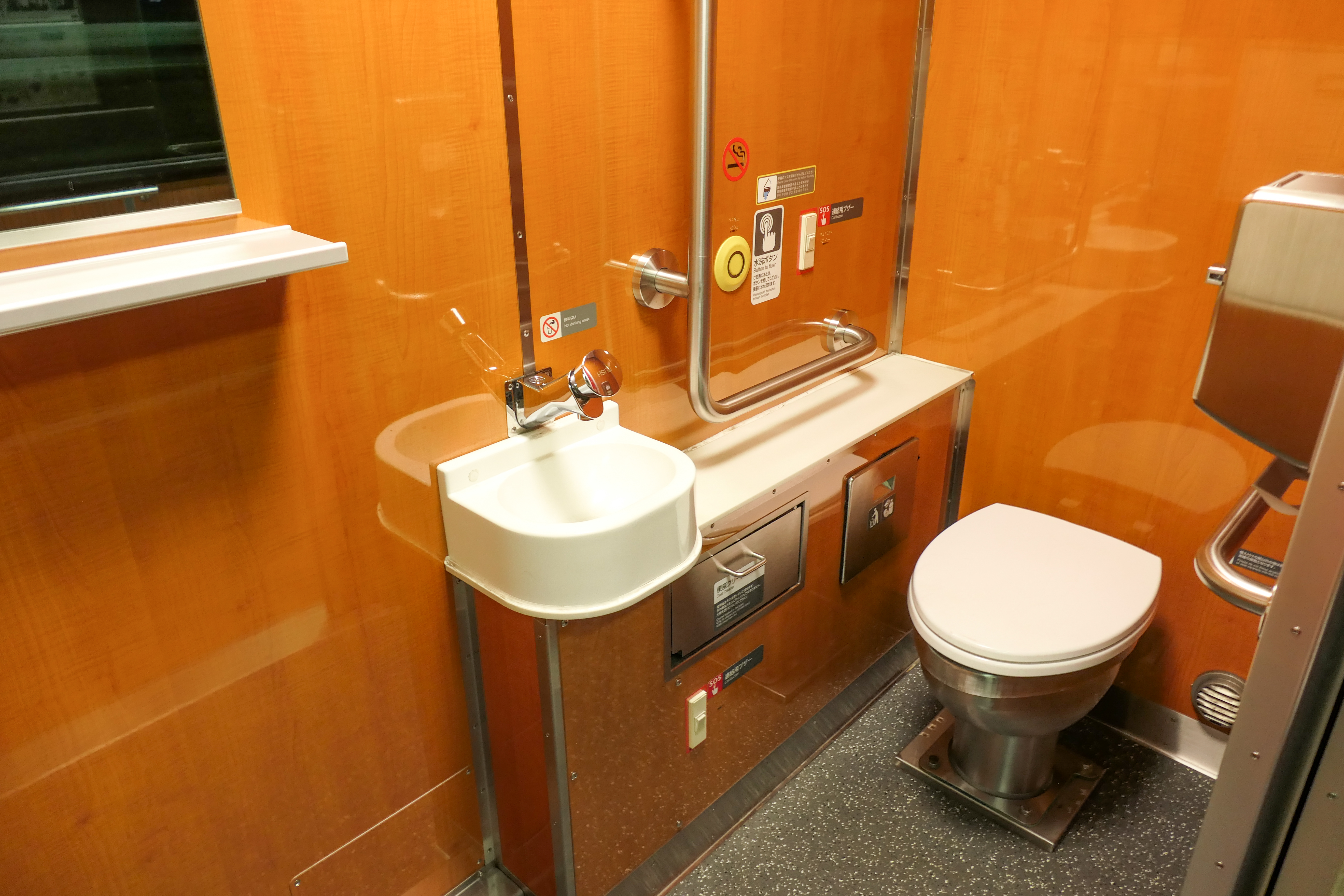
トイレ内観

## 沿革
2014年（平成26年）
- 7月18日：飯山線への観光列車導入を発表[1][6]。
- 12月4日：観光列車の愛称が「おいこっと」に決まったことを発表[7]。
- 12月23日：運行開始前に飯山駅で車両展示会を開催[8]。

2015年（平成27年）
- 1月2日：定期普通列車での運行を開始[9]。
- 4月4日：臨時快速列車「おいこっと」での運行を開始[10]。

2017年（平成29年）
- 5月27日：飯山市内における避難指示の影響による戸狩野沢温泉駅 - 森宮野原駅間の長期不通に伴い6月25日まで運休。
- 7月1日：運転再開。

2020年（令和2年）
- 4月8日：新型コロナウイルスの感染拡大に伴い、同年5月31日（当初の予定）まで運休が決定[11]。ただし飯山線定期普通列車の運用は継続する。
- 7月23日：運転再開。感染防止のため、当面の間は車内および駅でのイベント・おもてなしを見合わせる[12]。

2021年（令和3年）
- 10月23日 : 豊野駅 - 飯山駅（旧飯山鉄道）の開業100周年を受け、おいこっとを使用した「飯山豊野100周年号」を運行。

2022年（令和4年）
- 10月1日：11月20日まで、トンネル工事の影響による戸狩野沢温泉駅 - 森宮野原駅間の長期不通に伴い運休。ただし飯山線定期普通列車の運用は継続する。